# Premier Parti de Lettonie/Voie lettonne
Le Premier Parti de Lettonie/Voie lettonne (Latvijas Pirmā partija / Latvijas Ceļš, LPP/LC) est un parti politique letton formé en 2007 par la fusion du Premier Parti de Lettonie (LPP, de tendance chrétienne-démocrate) et la Voie lettonne (LC, d'idéologie libérale) et dissous en 2011. Il est dirigé par l'ancien ministre et président du LPP, Ainārs Šlesers. Deux autres petites formations locales l'ont également rejoint.

## Histoire

### Direction
Au moment de sa fondation, le parti avait un exécutif à deux têtes, Ainārs Šlesers, issu du LPP, et Ivars Godmanis, président de la LC, assumant tous les deux les rôles de coprésidents. À compter de 2009, Godmanis a abandonné la direction du parti, Šlesers restant le seul président de LPP/LC.

### Performances électorales
Les deux partis s'étaient déjà présentés ensemble, sous la forme d'une coalition politique, aux élections législatives du 7 octobre 2006 où ils avaient recueilli 8,6 % des voix et 10 députés sur 100 à la Saeima. Aux élections européennes du 7 juin 2009, le parti parvient à faire élire l'ancien Premier ministre Ivars Godmanis au Parlement européen en obtenant 7,5 % des suffrages et 1 député sur 8.
Lors des élections législatives du 3 octobre 2010, LPP/LC se présente en coalition avec le Parti populaire (TP) et trois autres petits partis sous le nom de « Pour une bonne Lettonie » et le leadership d'Ainārs Šlesers. Cette stratégie ne constitue pas un succès puisque l'alliance ne récolte que 7,65 % des voix et 8 parlementaires, alors que le TP en détenait 16 à lui tout seul sous la précédente législature.

### Place dans les institutions
Au cours de la neuvième législature de la Saeima, issue des élections de 2006, l'alliance, puis le parti, a participé aux gouvernements Kalvītis II, notamment avec Ivars Godmanis au ministère de l'Intérieur et Ainārs Šlesers au ministère des Transports, et Godmanis II, dans lequel il était minoritaire face au Parti populaire et à l'Union des verts et des paysans (ZZS). Lorsque Godmanis a perdu le pouvoir au profit de Valdis Dombrovskis, issu de la Nouvelle Ère (JL), LPP/LC a été exclu du gouvernement jusqu'à la fin de la législature, en 2010. Durant tout cette période, le groupe parlementaire était présidé par l'ancien Premier ministre Andris Bērziņš.
Après les élections de 2010, le parti est resté dans l'opposition et a intégré le groupe de « Pour une bonne Lettonie », présidé par Edgars Zalāns. Ayant échoué à remporter le moindre siège aux élections législatives anticipées du 17 septembre 2011, il a prononcé sa dissolution le 1er décembre suivant.

## Résultats électoraux

### Élections parlementaires
| Année | Députés | Votes  | %   | Rang | Gouvernement |
| ----- | ------- | ------ | --- | ---- | ------------ |
| 2010a | 8 / 100 | 73 877 | 7,8 | #5   | Opposition   |
| 2011  | 0 / 100 | 22 060 | 2,4 | #6   |              |

a En coalition avec le Parti populaire.